# Figlio d'un cane/Non è tempo per noi
Figlio d'un cane/Non è tempo per noi è un singolo del cantautore italiano Luciano Ligabue, pubblicato nel 1990 come secondo estratto dal primo album in studio Ligabue.
I brani contenuti nel singolo differiscono da quelli dell'album in quanto si trattano di versioni live remixate.

## Descrizione

### Figlio d'un cane
Come spiegato nel testo è un figlio non voluto (di un preservativo rotto). Il brano, originariamente intitolato Identità: figlio d'un cane, collega l'identità personale al malessere e al senso di inadeguatezza che l'individuo sente nei confronti dei tempi in cui vive, tema già trattato in Non è tempo per noi.
La canzone, scritta e composta da Ligabue, è stata incisa per la prima volta da Pierangelo Bertoli, che la include nel suo album Sedia elettrica del 1989.

### Non è tempo per noi
Esistono due versioni del brano: quella originale, caratterizzata da un suono blues, è presente sull'album e sul singolo promozionale; mentre la versione "live remix", decisamente rock, è stata utilizzata per il video musicale. Ligabue scrive la canzone a fine anni ottanta, decennio che aveva vissuto poco serenamente, non riuscendo a concepire l'idea che gli anni settanta, fatti di politica, radio libere e rock, avessero lasciato il posto a un periodo tanto vuoto.
Il brano non parla però dei romantici che, come Ligabue, si erano tanto attaccati agli anni settanta da non volerne la fine, ma è più generalizzato: i protagonisti diventano quelle persone (i 'noi' della canzone) che vivono liberi da condizionamenti e inseguono i propri sogni scostandosi dalla mentalità di un mondo che non fa per loro, seguendo sé stessi, idee personali e modi di vita che non cambierebbero mai.

## Video musicale
Per Non è tempo per noi è stato realizzato un video, diretto da Marco Della Fonte e che utilizza l'audio della versione live remix. L'azione si svolge in due locazioni diverse: la prima è la spiaggia di Lignano Sabbiadoro, dove Ligabue suona da solo la chitarra, la seconda è l'interno di un teatro (Teatro Asioli di Correggio) dove invece suona insieme ai Clan Destino.
Originariamente disponibile solo in VHS sull'album video Videovissuti e videopresenti del 1993, è stato incluso nei DVD Primo tempo del 2007 e Videoclip Collection del 2012, quest'ultimo distribuito solo nelle edicole.

## Tracce
Testi e musiche di Luciano Ligabue.
Lato A
1. Figlio d'un cane (Remix Live) – 3:43

Lato B
1. Non è tempo per noi (Remix Live) – 4:30

## Formazione
- Luciano Ligabue – voce, chitarra acustica
- Luciano Ghezzi – basso
- Gigi Cavalli Cocchi – batteria
- Max Cottafavi – chitarra
- Paolo Panigada – assolo di chitarra (Figlio d'un cane)
- Antonello Aguzzi – pianoforte e organo Hammond (Non è tempo per noi)
- Stefano De Carli – slide guitar (Non è tempo per noi)
- Claudio Dentes – chitarra acustica, banjo e arrangiamento (Non è tempo per noi)